# 45. Jahrhundert v. Chr.
Portal Geschichte | Portal Biografien | Aktuelle Ereignisse | Jahreskalender | Tagesartikel

◄ |
6. Jt. v. Chr. |
5. Jahrtausend v. Chr. | 4. Jt. v. Chr.  ►

◄ |
47. Jh. v. Chr. |
46. Jh. v. Chr. |
45. Jahrhundert v. Chr. |
44. Jh. v. Chr. |
43. Jh. v. Chr. |
►
Das 45. Jahrhundert v. Chr. begann am 1. Januar 4500 v. Chr. und endete am 31. Dezember 4401 v. Chr. Dies entspricht dem Zeitraum 6450 bis 6351 vor heute oder 5668 bis 5552 Radiokohlenstoffjahre.

## Zeitalter/Epoche
- Spätes Atlantikum (AT3), Unterstufe 1 (4550 bis 4050 v. Chr.), mit erneut ansteigenden Wasserständen.
- In Mitteleuropa beginnt das Jungneolithikum (4400 bis 3500 v. Chr.).

## Entwicklungen, Erfindungen und Entdeckungen
4600 bis 4450 v. Chr.:
- Im Gräberfeld von Warna finden sich extrem reichhaltige Grabbeigaben aus Goldschmuck.

4500 v. Chr.:

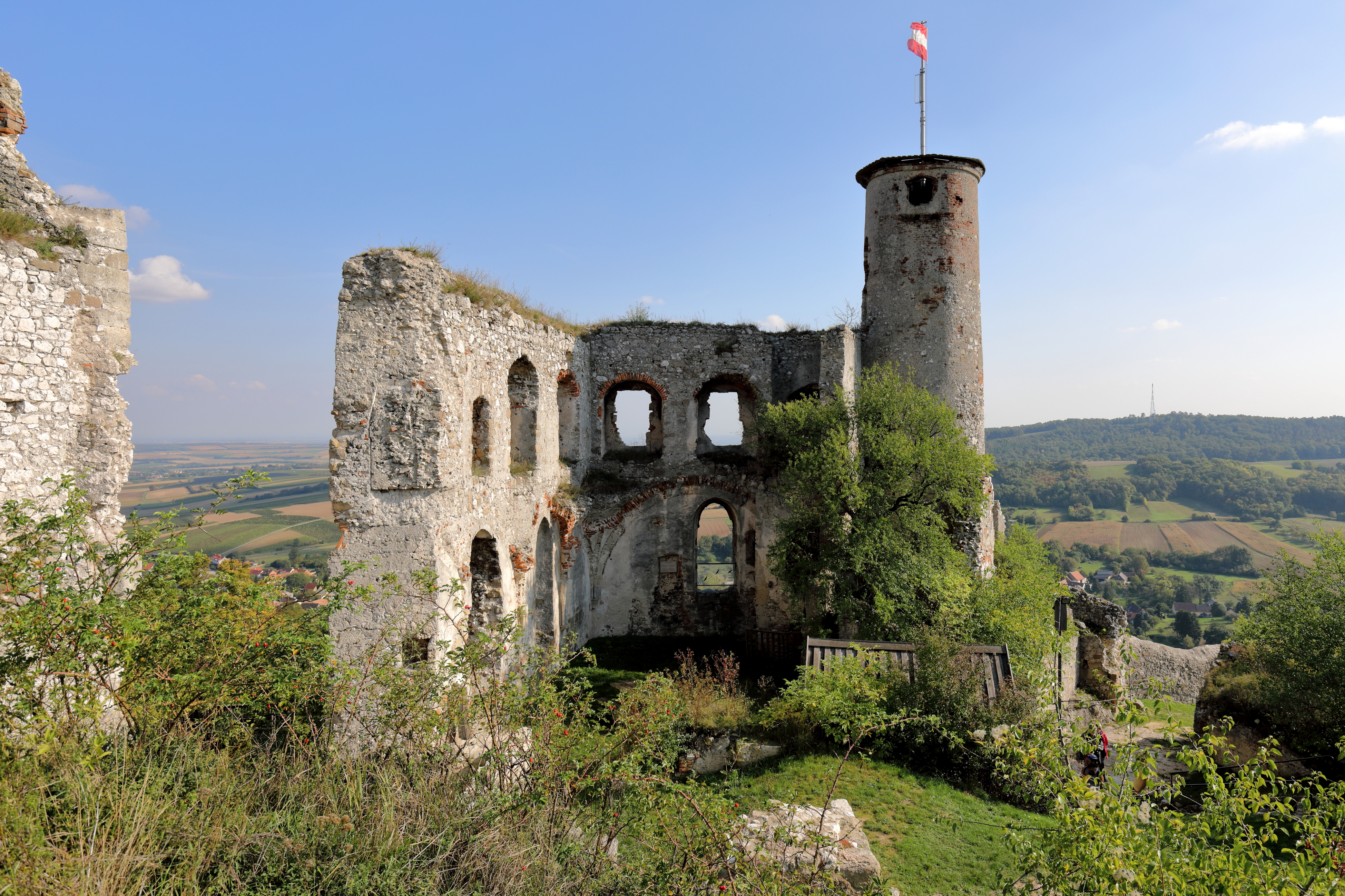
Falkenstein in Niederösterreich, Fundort der Venusfigurine

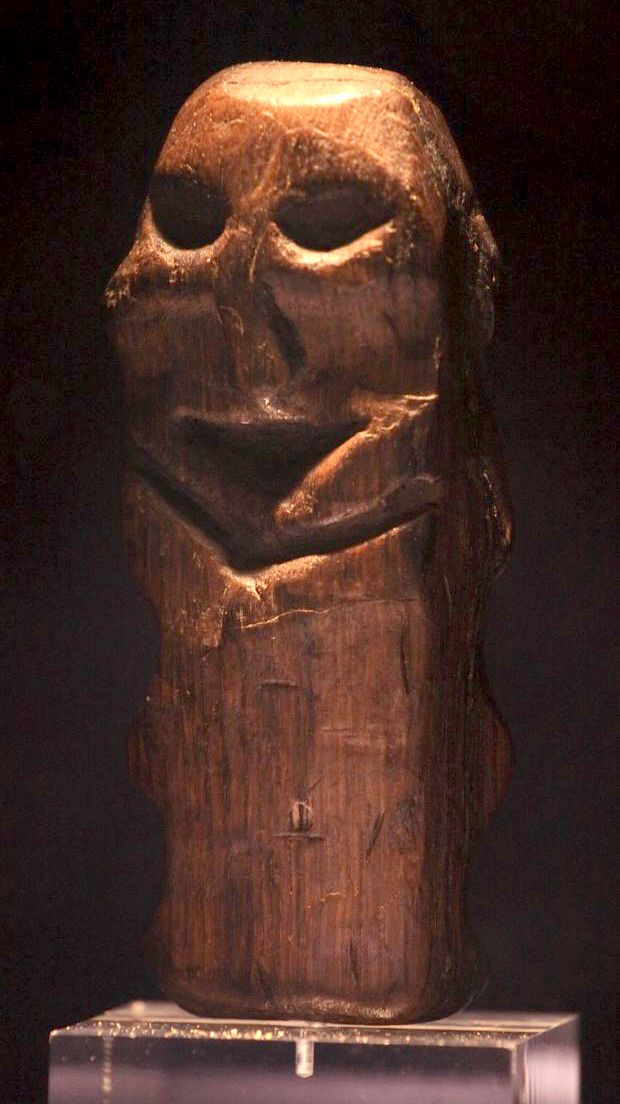
Das Mannetje van Willemstad

- Zivilisationsanfänge in Kiš in Mesopotamien.
- Auf Malta endet die Għar-Dalam-Phase (5000 bis 4500 v. Chr.), deren neolithische Bauern möglicherweise aus Agrigent in Sizilien ab 5000 v. Chr. eingewandert waren.
- Entstehung von Landwirtschaft in Deutschland und in den Niederlanden.
- Erstmaliger überlieferter Einsatz des Pflugs in Mesopotamien. Einführung des Hakenpfluges in Europa.
- Domestizierung des Wasserbüffels in China.
- Erste Segel treten auf.
- Am Unterlauf der Donau werden erstmals Zugtiere eingesetzt.
- Die Venus von Falkenstein, eine zur Lengyel-Kultur gehörende Venusfigurine, wird im niederösterreichischen Weinviertel hergestellt.
- Mit der Kultivation einheimischer Reissorten in Indien erreicht der Ackerbau die südliche Gangesebene (Mahagara und Tchopani Mando). Funde von Schnurkeramik.
- Feuchtbodensiedlungen in Norditalien (Molino Casarotto).
- Gangdolmen im Süden Portugals.
- Ritzzeichnungen auf Felsen in der Nähe des finnischen Alta (Lappland), datiert in den Zeitraum 4500 bis 500 v. Chr.
- Kupferabbau im serbischen Rudna Glava. Bis zu 20 Meter tiefe Schächte folgen Malachitadern im Gestein.
- Erster Gußkupfer in Osteuropa; die hergestellten Kupfergegenstände dienen als hierarchische Statussymbole.
- In Solnizata in Bulgarien wird Salz abgebaut und es entsteht ein Dorf mit 350 Einwohnern um die Produktionsstätte.
- In Mittel- und Osteuropa werden reich ausgestattete Einzelgräber angelegt; als Paradebeispiel sei der Fund von Warna in Bulgarien erwähnt, der sich durch spektakuläre Metallobjekte auszeichnet.
- Zivilisationsbeginn auf Kreta, das bereits Kontakt mit den Kykladen, der Nordküste Afrikas und dem Nahen Osten aufrechterhält.
- Auf Zypern endet das akeramische Neolithikum IA. Siedlung von Chirokitia.
- Übergang zu überwiegender Viehzucht in den weiten Steppengebieten Südrusslands (Schwarzmeergebiet), Kasachstans (Aralsee) und im Einzugsgebiet des Jenissei mit gleichzeitigem Anbau von Getreide.
- In den Steppen Eurasiens wird das Pferd domestiziert.

4450 v. Chr.:
- Alter der Holzfigur des Mannetje van Willemstad, das zwischen den Wurzeln einer Eiche in den Niederlanden gefunden wurde.

## Archäologische Kulturen

### Kulturen in Nordafrika
- Tenerium (5200 bis 2500 v. Chr.) in der Ténéré-Wüste mit Fundstätte Gobero.

### Kulturen in Ägypten
- Merimde-Kultur (4800 bis 4250 v. Chr.) in Unterägypten.
- Die Omari-Kultur am Nil in Unterägypten, etwa 4600 bis 4400 v. Chr., verschwindet am Ende des Jahrhunderts.
- Beginn der Naqada-Kultur (Naqada I – 4500 bis 3500 v. Chr.) in Oberägypten.

### Kulturen in Mesopotamien und im Nahen Osten
- Obed-Zeit (5500 bis 3500 v. Chr.) – Obed III
- Tappe Sialk (6000 bis 2500 v. Chr.) im Iran – Sialk III
- Amuq (6000 bis 2900 v. Chr.) in der Türkei – Amuq D
- Mersin (5400 bis 2900 v. Chr.) in Anatolien – Mersin 16
- Eridu (ab 5300 bis ca. 1950 v. Chr.) in Mesopotamien – Eridu 19-9
- Tappa Gaura (5000 bis 1500 v. Chr.) im Norden Mesopotamiens – Tappa Gaura 17-14
- Ninive (ab 6500 v. Chr.) im Norden Mesopotamiens – Ninive 3
- Die Kultur von Susiana (5500 bis 4400 v. Chr.) im Iran – Susiana C – erreicht ihr Ende

### Kulturen in Ostasien
China:
- Laoguantai-Kultur (6000 bis 3000 v. Chr.), oberer Gelber Fluss
- Dadiwan-Kultur (5800 bis 3000 v. Chr.), oberer Gelber Fluss
- Beixin-Kultur (5400 bis 4400 v. Chr.) in Shandong
- Qingliangang-Kultur (5400 bis 4400 v. Chr.) am unteren Jangtsekiang
- Hemudu-Kultur (5200 bis 4500 v. Chr., jüngere Datierung 5000 bis 3300 v. Chr.), Zhejiang
- Baiyangcun-Kultur (5000 bis 3700 v. Chr., wird auch jünger datiert: 3000 bis 1700 v. Chr.), Yunnan
- Yangshao-Kultur (5000 bis 2000 v. Chr.), Zentral- und Nordchina
- Caiyuan-Kultur (4800 bis 3900 v. Chr.), Nordwestchina (Ningxia)
- Majiabang-Kultur (4750 bis 3700 v. Chr.), unterer Jangtsekiang
- Hongshan-Kultur (4700 bis 2900 v. Chr.), Nordostchina

Korea:
- Frühe Jeulmun-Zeit (6000 bis 3500 v. Chr.)

Japan:
- Jōmon-Zeit (10000 bis 300 v. Chr.) – Frühste Jōmon-Zeit – Jōmon II (8000 bis 4000 v. Chr.)

### Kulturen in Europa
Osteuropa:

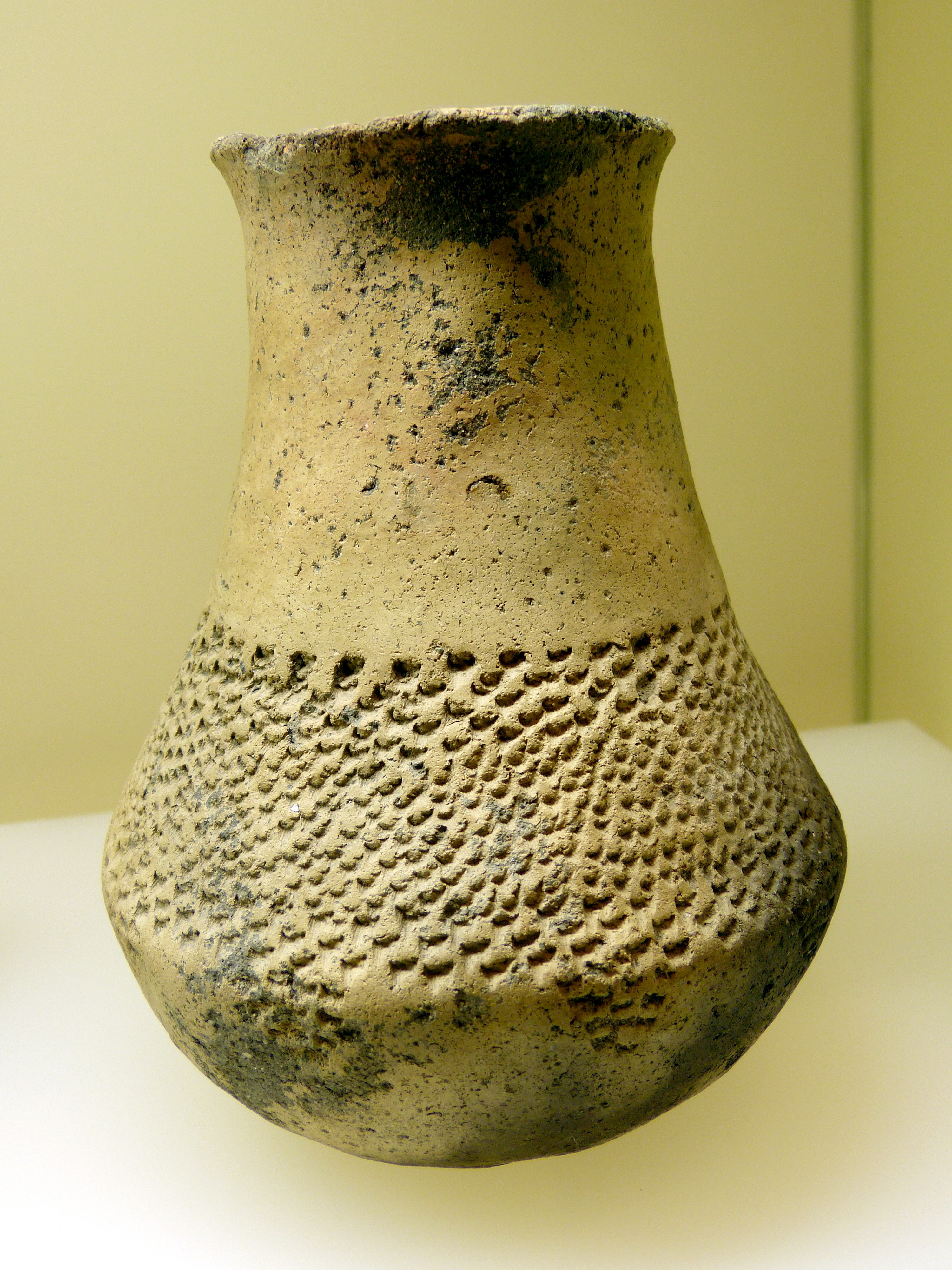
Jungsteinzeitliches Kugelbodengefäß aus dem Havelland (Rössener Kultur, 4500 v. Chr.)

- Dnepr-Don-Kultur (5000 bis 4000 v. Chr.) in der Ukraine und in Russland
- Kurgan-Kulturen (5000 bis 3000 v. Chr.) in Kasachstan und in Osteuropa
- Lengyel-Kultur (4900 bis 3950 v. Chr.)
- Nördlich des Asowschen Meeres setzt die Sredny-Stog-Kultur (4500 bis 3500 v. Chr.) ein.

Nordosteuropa:
- Memel-Kultur (7000 bis 3000 v. Chr.).
- Grübchenkeramische Kultur (4200 bis 2000 v. Chr.) (jedoch Radiokarbondatierung: 5600 bis 2300 v. Chr.)
- Narva-Kultur (5300 bis 1750 v. Chr.)

Südosteuropa:

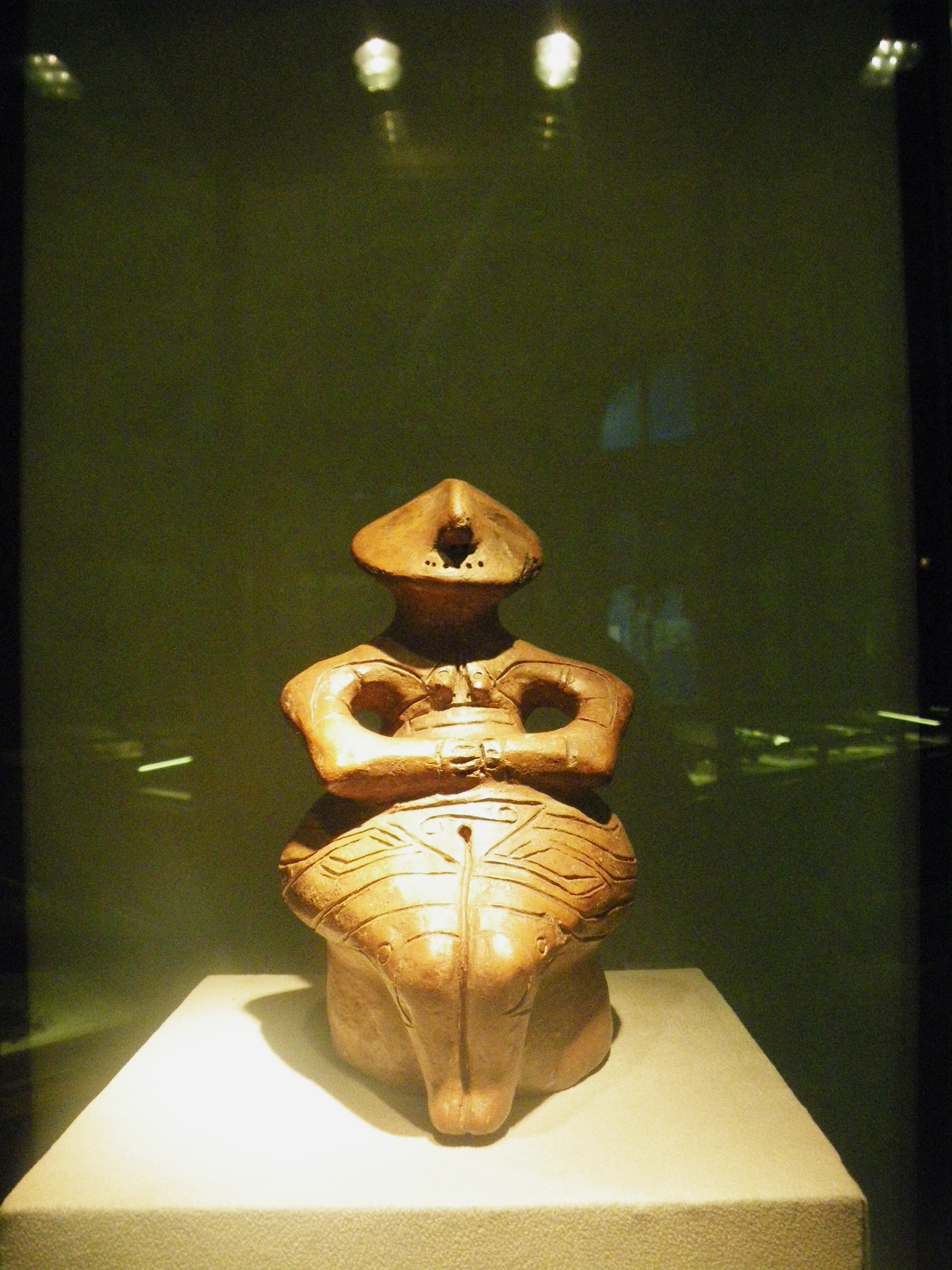
„Dame von Pazardžik“, 4500 v. Chr. (Karanovo VI, späte Kupfersteinzeit)

- Die Sesklo-Kultur (6850 bis 4400 v. Chr.) im nördlichen Griechenland erreicht ihr Ende
- Dimini-Kultur (4800 bis 4000 v. Chr.) in Thessalien
- Cucuteni-Kultur (4800 bis 3200 v. Chr.): Phase A bzw. Tripolje B 1 (4500 bis 4200 v. Chr.)
- Gumelniţa-Kultur (4700 bis 3700 v. Chr.): Phase Gumelniţa A2 (4500 bis 3950 v. Chr.)
- Warna-Kultur (ca. 4500 bis 4100 v. Chr.) im Norden Bulgariens
- Karanowo-Kulturen im Süden Bulgariens – Karanovo VI, späte Kupferzeit (4500 bis 4000 v. Chr.)

Mitteleuropa:
- Bandkeramische Kulturen (5600 bis 4100 v. Chr.) in Frankreich, Belgien, Deutschland, Österreich, Tschechien, Polen, Slowakei, Ungarn, Rumänien und Ukraine
- Ertebølle-Kultur (5100 bis 4100 v. Chr.)
- Swifterbant-Kultur (5000 bis 3400 v. Chr.) in den Niederlanden, Belgien und Niedersachsen
- Beginn der Tiszapolgár-Kultur (4500 bis 4000 v. Chr.) in Ungarn und in der Slowakei,
- der Münchshöfener Kultur (4500 bis 3900/3800 v. Chr.) im östlichen Mitteleuropa und
- der Rössener Kultur (4500 bis 3500 v. Chr.) in Ostdeutschland

Westeuropa:
- Chassey-Lagozza-Cortaillod-Kultur (4600 bis 2400 v. Chr.)
- Megalithkulturen:
  - Frankreich (4700 bis 2000 v. Chr.)
  - Malta – Graue-Skorba-Phase (4500 bis 4400 v. Chr.).

### Kulturen in Amerika
Nord- und Zentralamerika:
- Archaische Periode.
- Coxcatlán-Phase (5000–3400 v. Chr.) in Tehuacán (Mexiko)

Südamerika:
- Chinchorro-Kultur (7020 bis 1500 v. Chr.) in Nordchile und Südperu.
- Mittlere Präkeramik (7000 bis 4000 v. Chr.) im Norden Chiles. Unterstufen Alto Barranco und Alto Aguada entlang der Pazifikküste und Rinconada im Hinterland.